# Chapelle de Saint-Nicodème
 (mars 2019).
La chapelle de Saint-Nicodème est un monument religieux breton situé sur la commune de Pluméliau dans le Morbihan.

## Description générale
Selon la notice présentée au public dans la chapelle, deux légendes coexistent concernant l'origine de la chapelle : 
- la première veut que saint Nicodème soit apparu à des habitants du pays en leur demandant que l'on construise une chapelle. Ces derniers pour déterminer le lieu où creuser les fondations auraient lâché des bœufs, lesquels se sont arrêtés dans une zone marécageuse où la chapelle a été construite ;
- la seconde veut que le lieu soit un ex-voto de la Dame de Kerveno qui aurait promis de construire une chapelle au lieu précis où elle aurait rencontré son époux, le Seigneur de Kerveno alors qu'il rentrait de guerre.

La chapelle de Saint-Nicodème, avec son enceinte et ses fontaines, fait l'objet d'un classement au titre des monuments historiques depuis 1910.
L'architecture présente une bonne unité temporelle (XVIe siècle, de 1520 à 1540) hormis probablement certaines parties hautes de la tour. Le clocher est carré et surmonté d'une flèche culminant à 46 mètres (ou 48 m selon la notice présentée aux visiteurs dans la chapelle). La tour et sa flèche datent de 1550 environ et abritent une cloche de bronze datant de 1507. Cette cloche pèse 900 livres et est baptisée Guillemette, selon le prénom de sa marraine, noble demoiselle Guillemete d'Yvernay. 
Accolé au clocher, une petite tourelle abrite un étroit escalier de 110 marches qui conduit à la cloche.
L'enclos est plus récent que la chapelle. Ses piliers datent de 1780.
Une tribune en pierre et à plancher de chêne qui accueillait les seigneurs, de style Renaissance, est encore présente dans le transept nord, adossée à un autel dit de la résurrection, daté du XVIIIe siècle, surmonté d'une grande niche où figure la visite des saintes femmes au tombeau de Jésus.

### Retables et statuaire

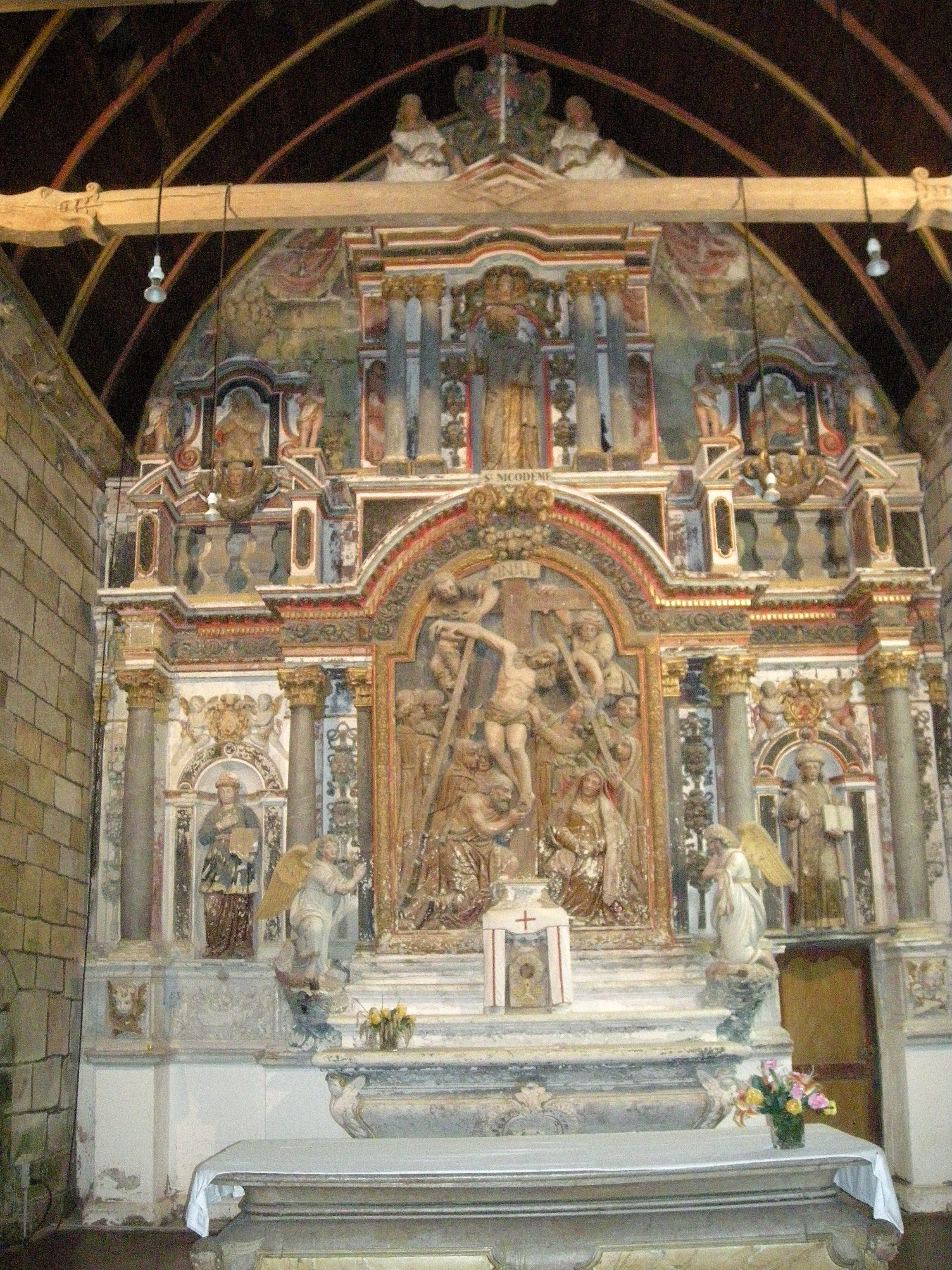
Le retable du maître-autel.

Le retable polychrome du maître-autel a été conçu par Olivier Martinet au troisième quart du XVIIe siècle, daté grâce aux armes de Toussaint Cormier, dont on sait qu'il fut recteur de Pluméliau de 1649 à 1673. Son panneau central représente 12 personnages, dont saint Nicodème recevant le corps du crucifié descendu de croix. Le saint est aussi représenté dans une niche, dans la partie haute du retable. Ses deux compagnons (Gamaliel et Abibon) sont eux sculptés dans les niches latérales.
Deux autres petits retables sont présents dans les bras du transept, l'un est dédié à saint Pierre et saint Isidore (au nord) et l'autre (au sud) est consacré à Notre-Dame de Lorette et saint Jean.

### Sablières

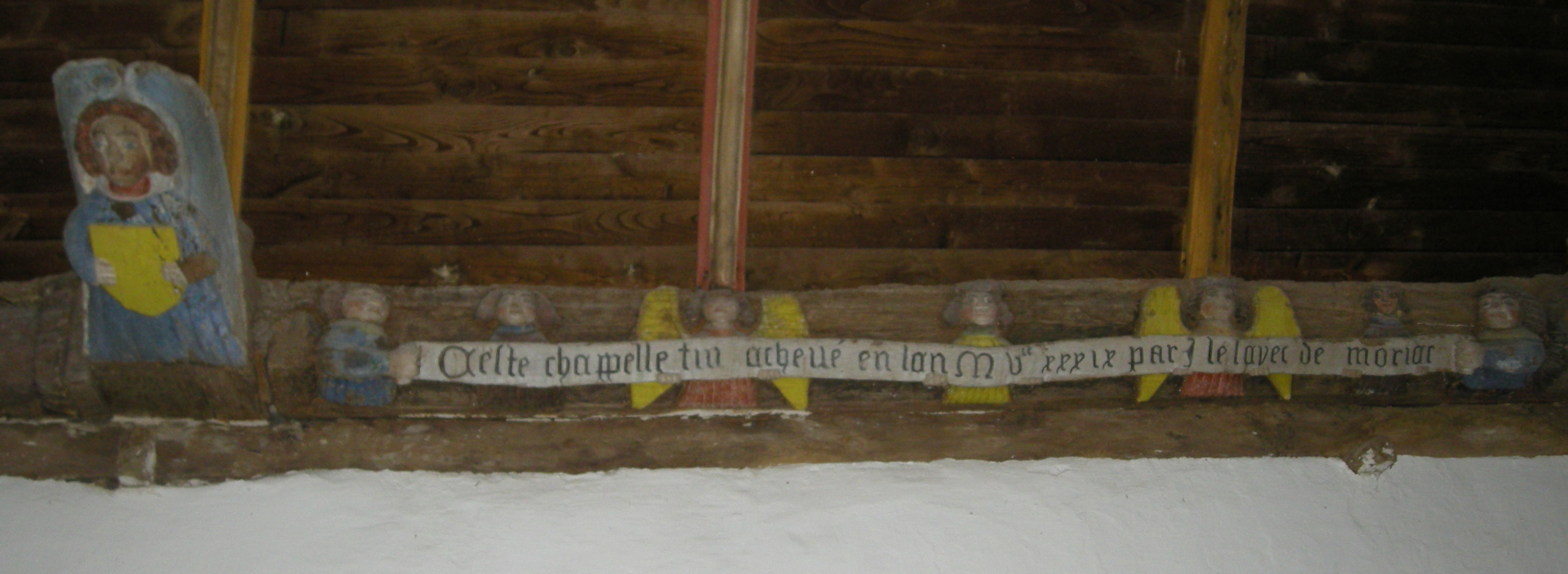
Sablière.
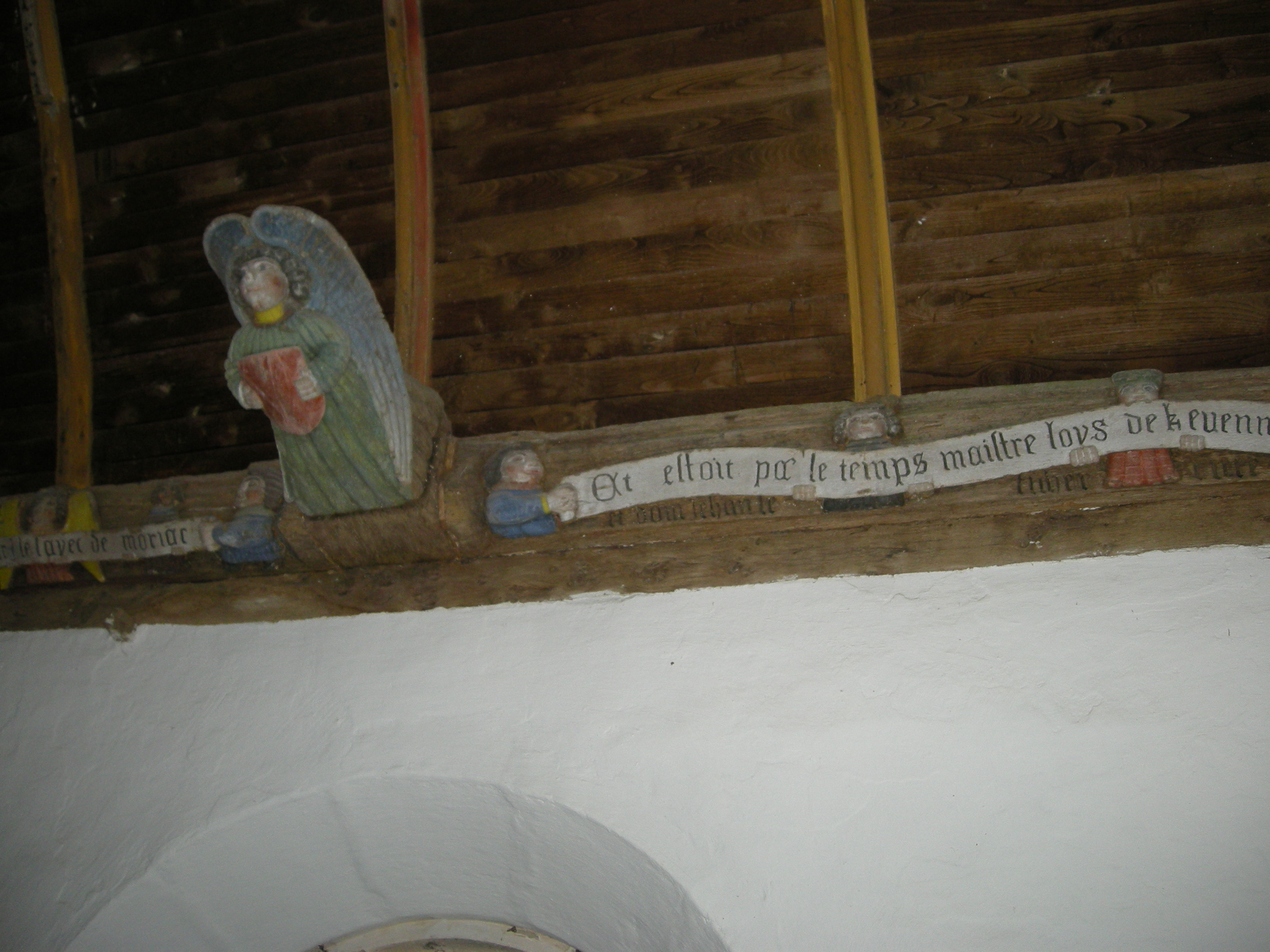
Sablière.

Les sablières de la charpente sont sculptées. Une sablière située au bras nord du transept porte la date de 1539, avec la mention « Ceste chapelle fut acheve en lan M Vcc XXXIX par J. Le Layec de Moriac et estoit po le temps maistre loys de Keervenno Recteur ceste paroesse et Dm jehan le ficher cure ». 
Des blasons autrefois peints sur les sablières représentaient les familles donatrices, il en reste celui des Rimaison et des Guengat.

### Fontaines

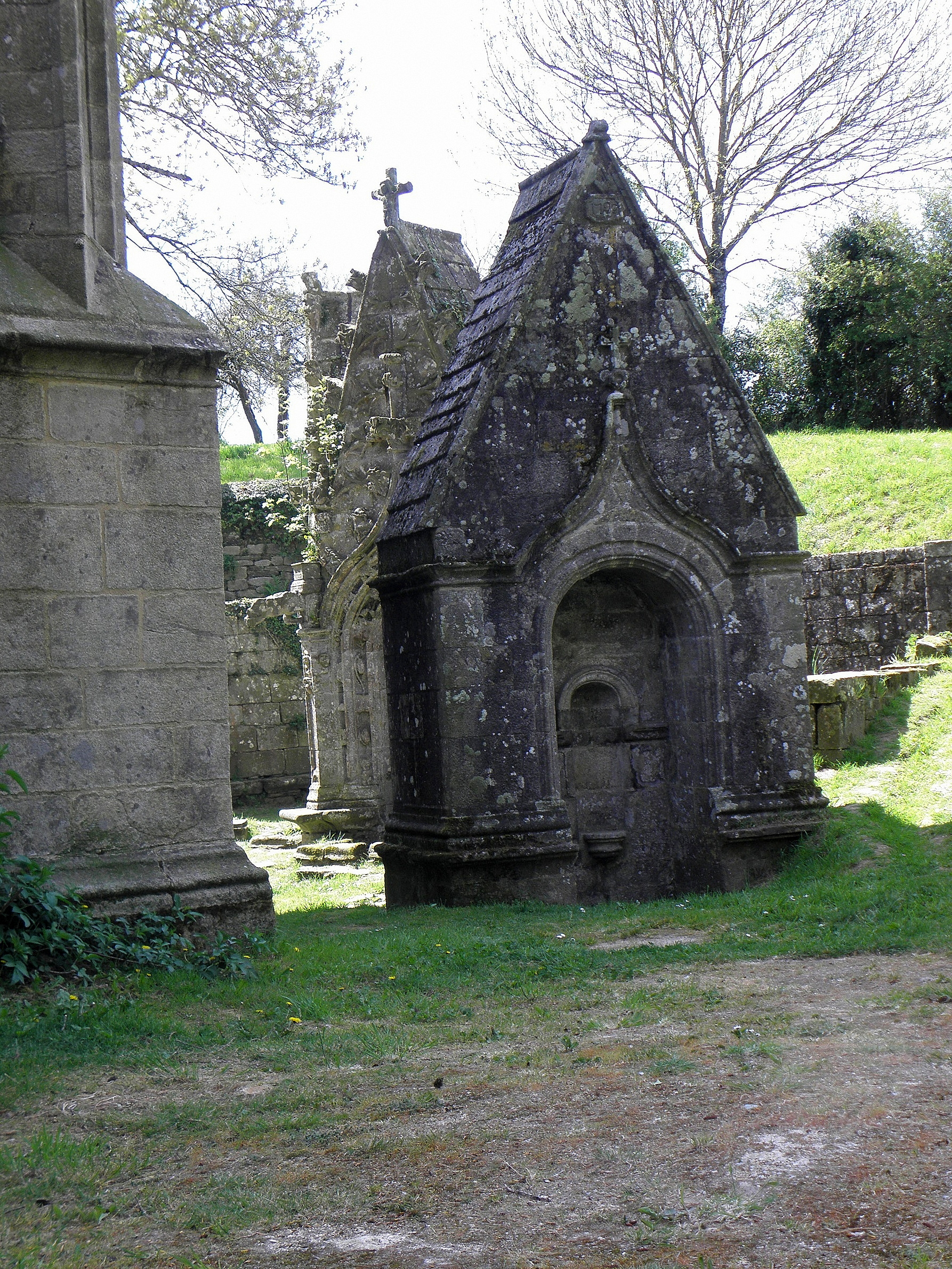
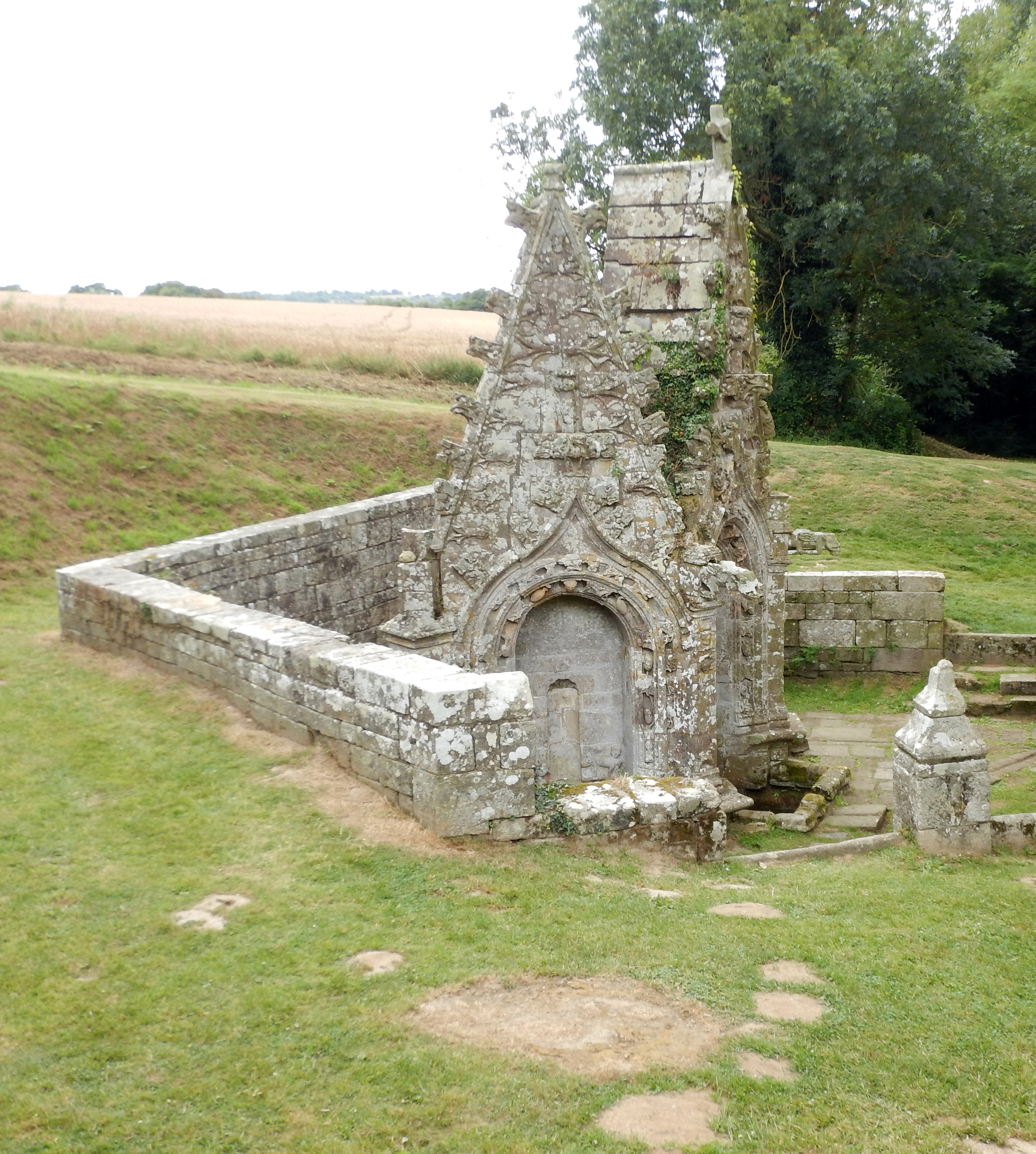
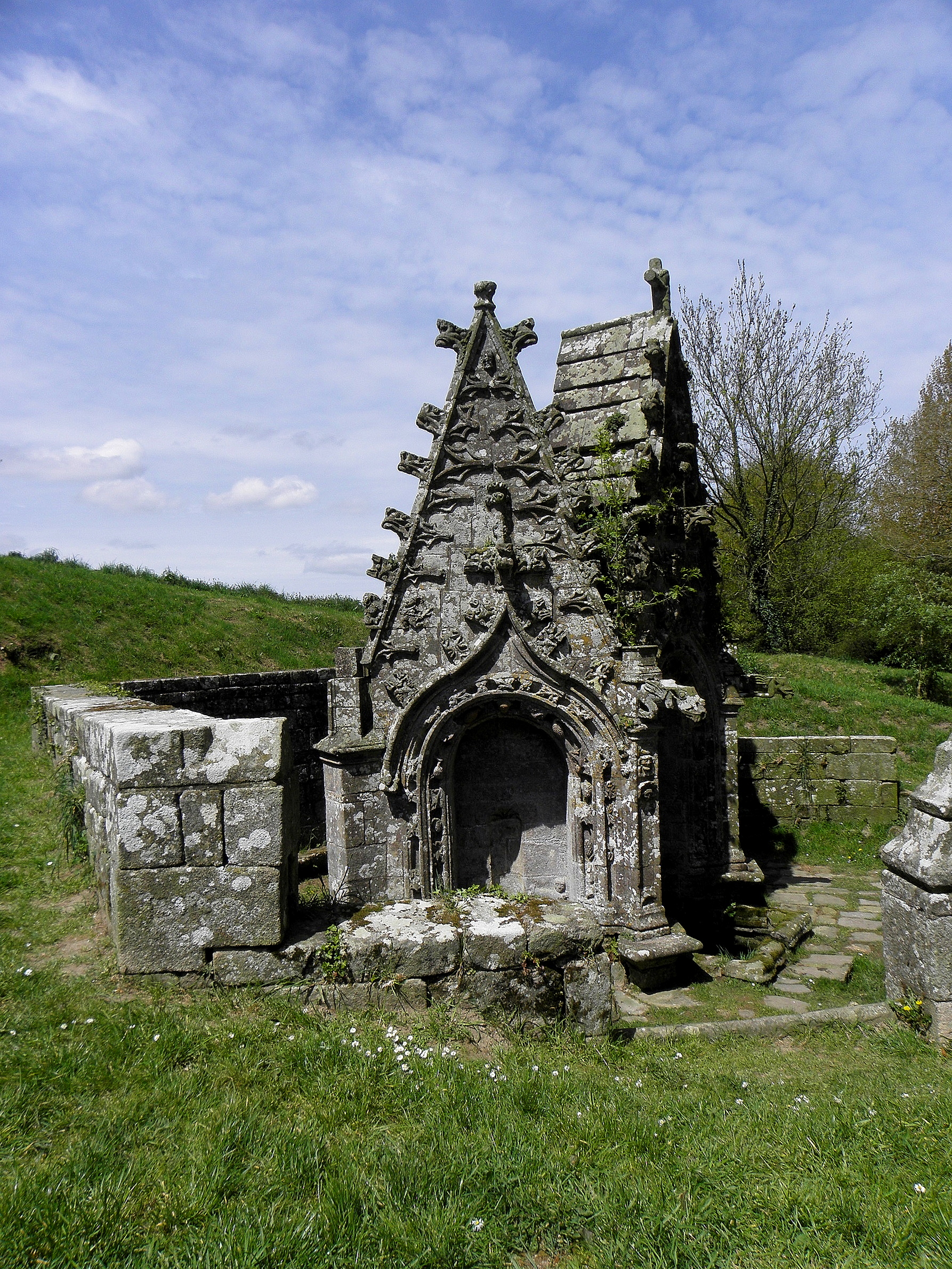
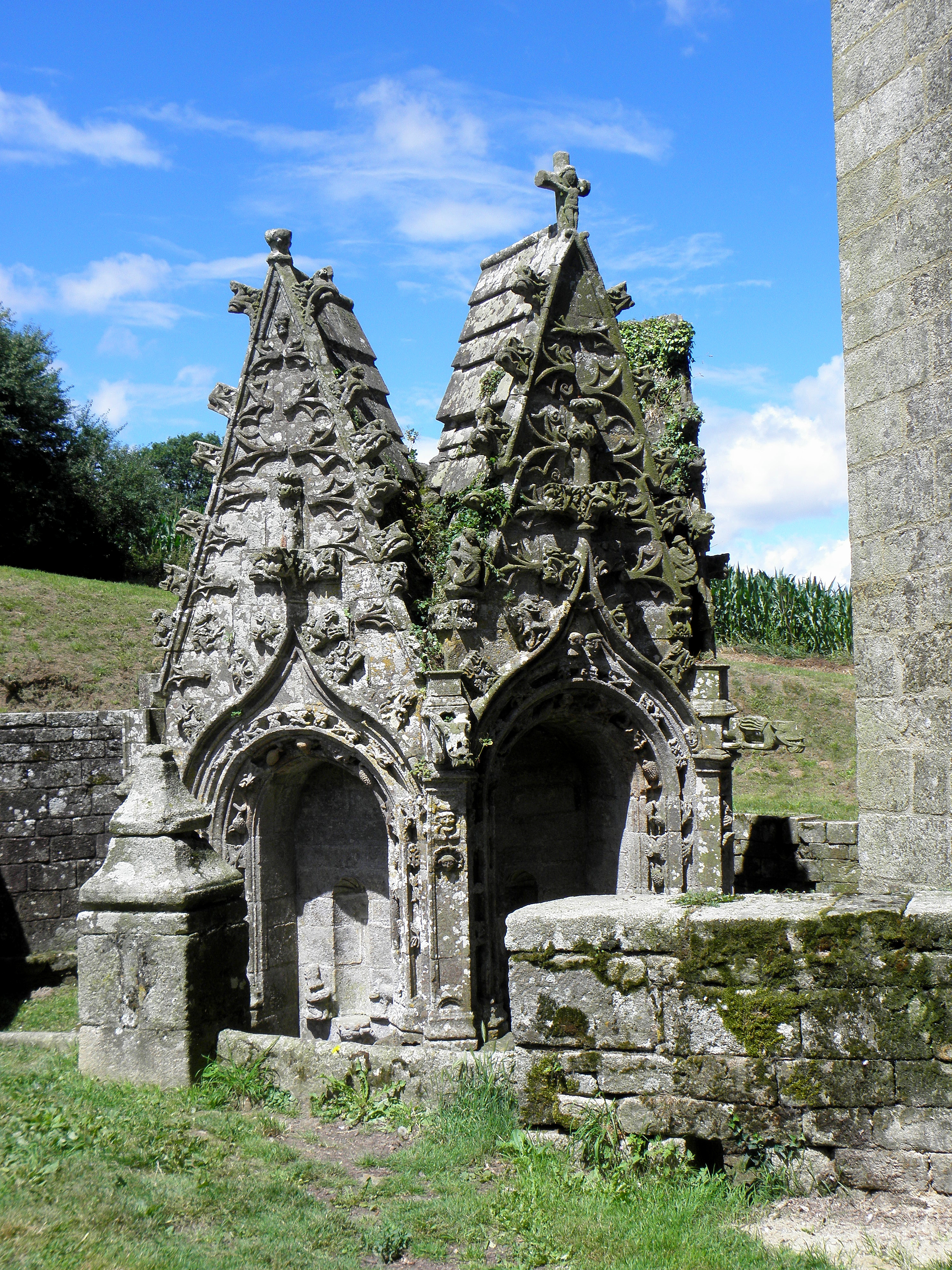

Elles sont construites en un seul monument de granite (leucogranite à grain fin du massif de Pontivy), de style gothique flamboyant, situé un peu à gauche de l'entrée de la chapelle dans l'enclos.
La première fontaine extérieure date de 1608. Elle est composée de trois bassins couronnés de trois pignons avec gables. Chaque bassin était surmonté d'une niche abritant respectivement saint Nicodème, saint Gamaliel et saint Abibon (ils ont tous disparu). Un haut relief sculpté montre un couple conduisant un bœuf, un homme, un cochon, un cavalier et une femme en train de prier.
Un quatrième bassin, aussi dit seconde fontaine, date de 1790, il est dédié à Saint Cornély (saint protecteur des bœufs) .

### Sacristie
Elle est plus récente que la chapelle, puisque datée de 1649, date rappelée sur une inscription du mur nord : « IHS MARIA NICODEMUS BASTI LAN MDC XLIX MM NICOLAZO RECTEUR M GIONNEC CURE G LEZN HYET : VL CLEQUIN A LE RALLE ARCHITECTE ».
C'est à l'occasion de sa construction que l'on a percé une porte dans le cœur (côté nord), pour y accéder.

## Maison du chapelain
Elle jouxte la sacristie et a été construite au début du XVIIIe siècle.

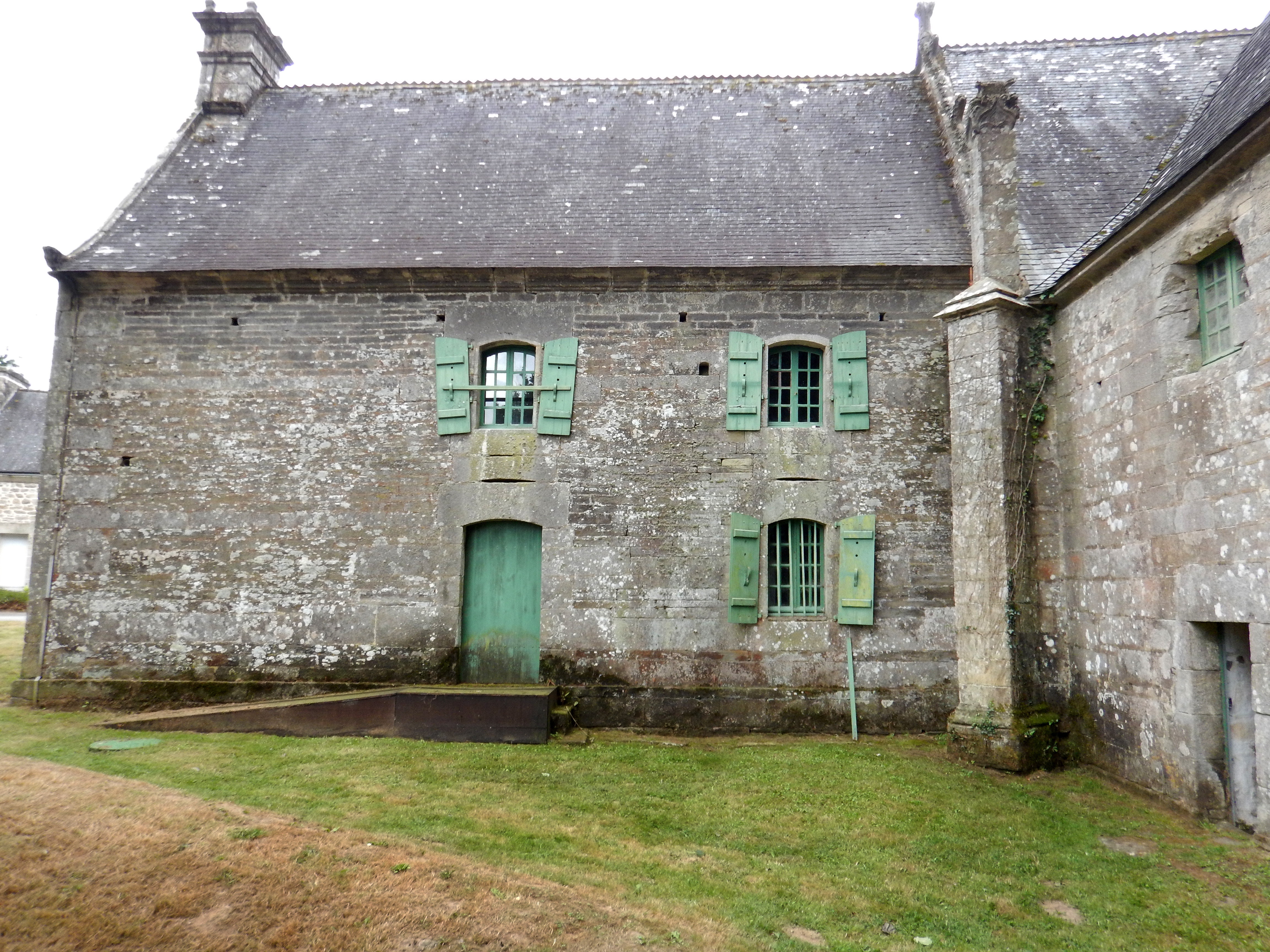
Maison du chapelain.

## Pardons
Lors des pardons, les hommes assis autour des fontaines après s'être laissé pousser une barbe d'au moins 4 jours se faisaient raser, puis ils se lavaient le visage et les mains à l'eau de la fontaine de saint Nicodème. Cela était censé les protéger des fièvres, maladies de peau et maladies contagieuses. Ils pouvaient aussi puiser l'eau de saint Cornély pour protéger leurs troupeaux des épidémies animales. 
Des veaux et des agneaux étaient offerts au curé puis vendus aux enchères au profit des pauvres de la paroisse. 
Le curé devait quant à lui ce jour-là offrir du pain, du beurre et du cidre à ses ouailles.

### Description de la chapelle et de son pardon au début duXXesiècle
Gustave Geffroy décrit la chapelle, sa fontaine et son pardon en 1905 :

« La chapelle est un joli monument de la Renaissance, au clocher élancé. La fontaine, dont on boit l'eau consacrée, offre l'un des exemples où le gothique flamboyant mêle à ravir ses ornements fleuris au style de la Renaissance (...). Ici, les niches abritent de vieilles statues qui renseignent tout de suite sur les vertus de la fontaine. On a devant soi les saints protecteurs des animaux, préservateurs des épidémies : saint Nicodème avec un bœuf, saint Gamaliel avec un porc, saint Abibon avec un cheval. Mais il est bien d'autres animaux sculptés dans la pierre : des caméléons, des animaux fantastiques utilisés comme gargouilles. Et voici les animaux vivants, les vaches, les porcs, les chevaux menés lentement, drapeau et musique en tête, autour de la chapelle par des bonnes femmes en coiffes, des paysans coiffés de chapeaux à rubans de velours noir. (...) Les bestiaux offerts à saint Nicodème sont vendus aux enchères, et à bon prix, car ils doivent apporter la santé dans l'étable. Le soir, il y a un feu de joie, allumé par un ange qui descend du clocher et y remonte au long d'une corde. »

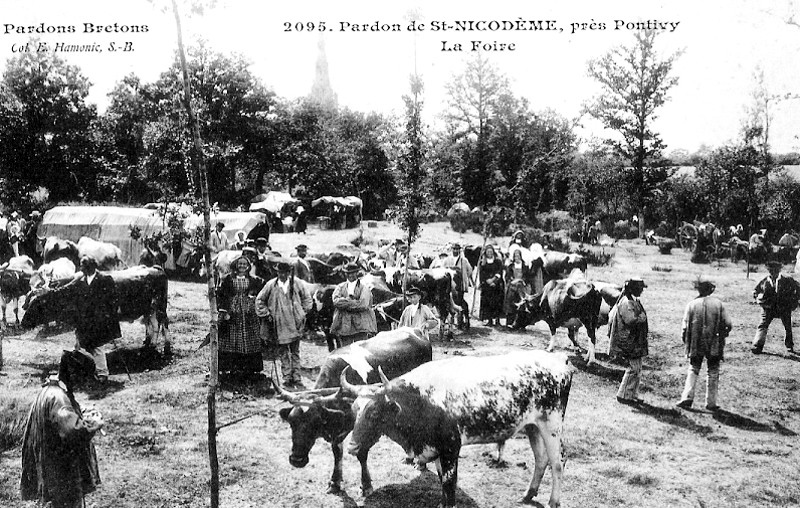
Pluméliau : le pardon de Saint-Nicodème, la foire (carte postale Émile Hamonic).
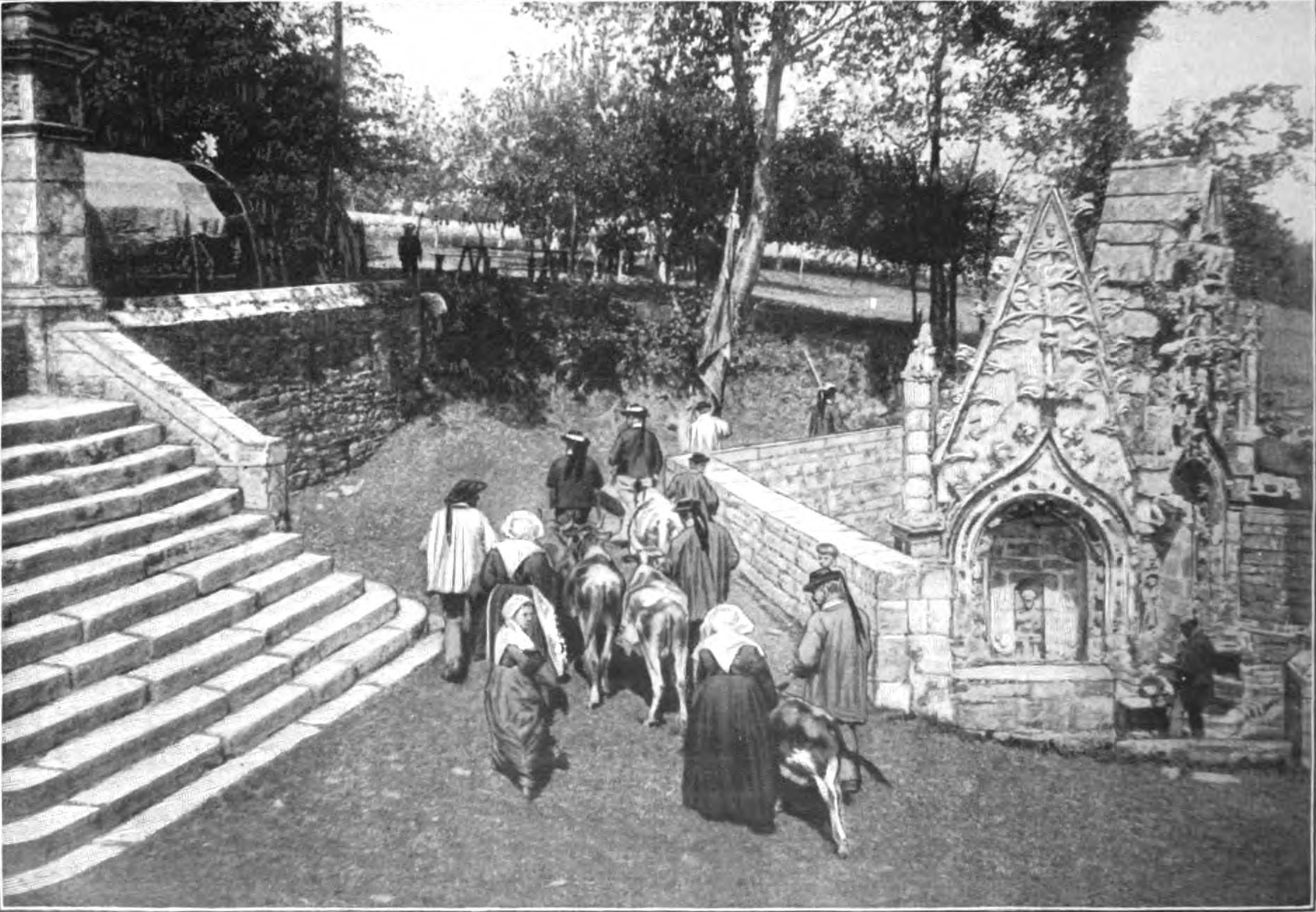
La procession des vaches au pardon de Saint-Nicodème (1904).
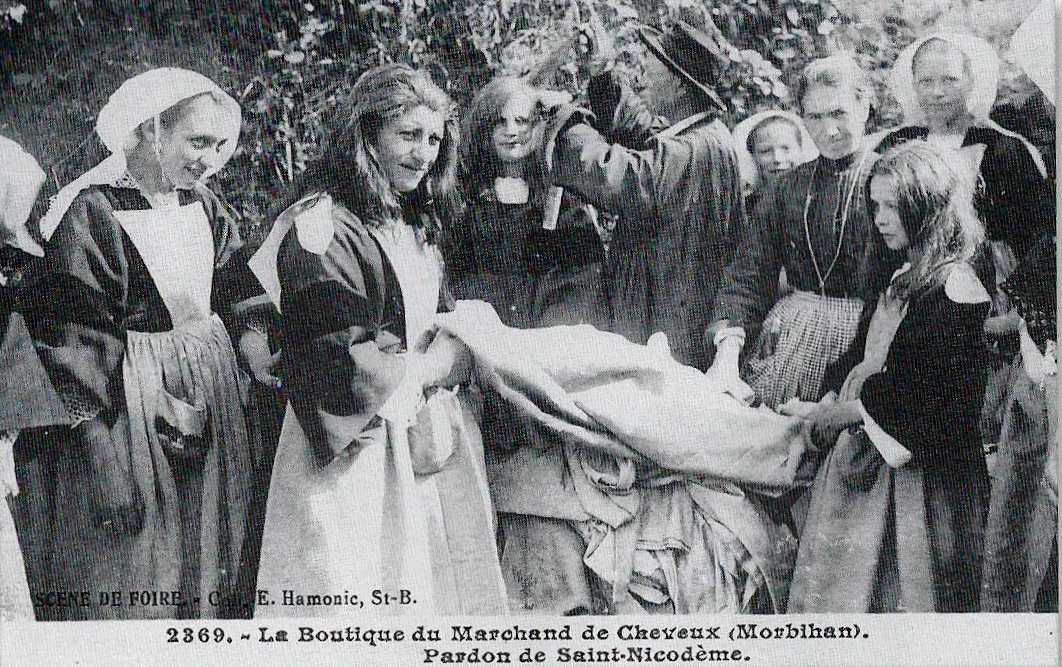
Le pardon de Saint-Nicodème : la boutique du marchand de cheveux (carte postale Émile Hamonic, vers 1900).
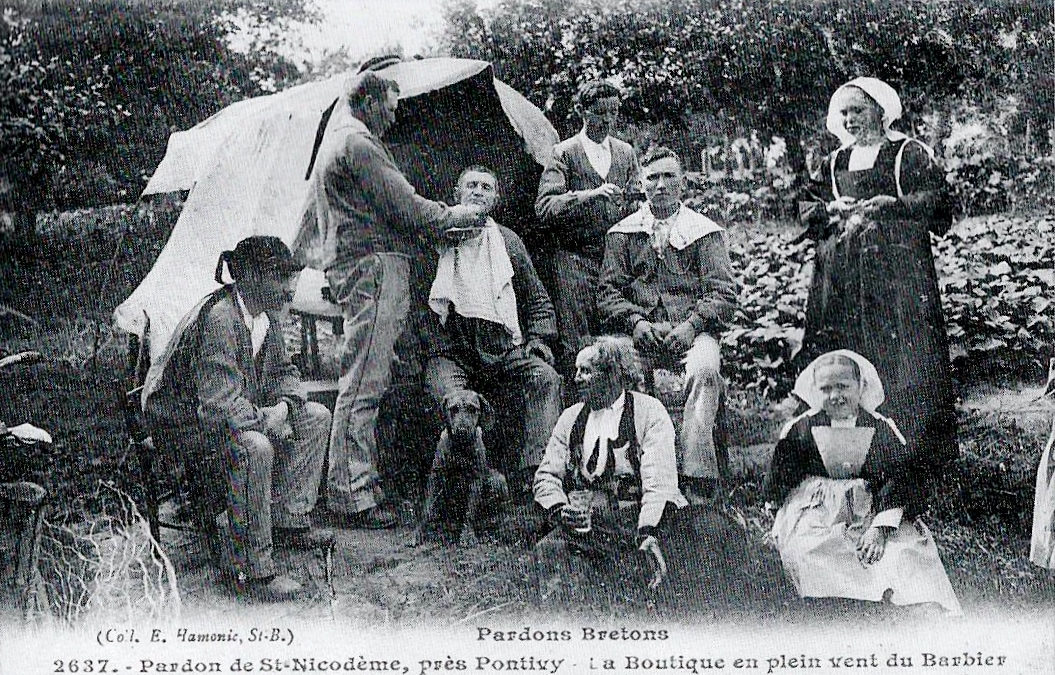
Le pardon de Saint-Nicodème : la boutique du barbier (carte postale Émile Hamonic, vers 1900).